# Poelau Bras
La MS Poelau Bras è stata una nave mercantile olandese appartenente alla società "Stoomvaart Maatschapij Nederland" affondata da cacciabombardieri giapponesi Aichi D3A Val il 7 marzo 1942, durante le fasi dell'evacuazione delle forze Alleate dalla Indie Orientali. A bordo si trovavano il contrammiraglio van Staveren, 100 tra ufficiali e sottufficiali appartenenti alla marina reale, personale dell'aviazione militare, 2 alti funzionari e 26 tecnici della BPM e della Shell, corrispondenti di guerra delle agenzie stampa americane Associated Press e United Press, e alcuni civili.

## Storia
La costruzione della MS Poelau Bras fu ordinata dalla società Stoomvaart Maatschapij Nederland il 27 luglio 1927 presso il cantiere NV Koninklijke Maatschappij “De Schelde” di Vlissingen ed impostata il 27 settembre dello stesso anno per essere varata il 3 aprile 1929 come nave mercantile con capacità di trasportare 51 passeggeri e destinata ad operare nelle Indie Orientali Olandesi. L'unità entrò ufficialmente in servizio il 18 luglio 1929, e portava il nome di una delle isole Mapia, situate nell'arcipelago malese, a nord della Nuova Guinea.
Dopo la caduta dell'Olanda, nel maggio 1940, la nave fu militarizzata e destinata al trasporto di truppe e materiali per conto del governo inglese e olandese in esilio. Nel corso del 1941 la nave fu armata con un cannone a doppio scopo da 102 mm.
Con l'attacco giapponese a Pearl Harbor, che segnò l'entrata in guerra dell'Impero giapponese, le Indie Orientali Olandesi entrarono nel conflitto. Nel febbraio 1942 la marina e l'esercito giapponese diedero il via alle operazioni di conquista dell'arcipelago, che sfociarono dapprima nella disfatta del Mar di Giava e poi nel seguente sbarco della 16ª Armata del generale Hitoshi Imamura.
Nel tentativo di evacuare più personale militare e civile olandese possibile la nave, al comando del capitano P.G. Crietée lasciò Tjilatjap, il 27 febbraio 1942 ma quando era già lontana fu richiamata indietro e mandata presso la baia di Wijnkoop, Giava, dove giunse il 4 marzo dando subito inizio alla operazioni di imbarco del personale. Il 6 marzo  a bordo si trovavano il comandante della marina delle Indie Orientali, contrammiraglio van Staveren, 100 tra ufficiali e sottufficiali appartenenti alla marina reale, personale dell'aviazione, 2 alti funzionari e 26 tecnici della BPM,  giornalisti e altri membri di navi affondate in precedenza, e la nave lasciò il proprio ormeggio alle ore 20.00 prendendo subito il largo in direzione di Colombo (Ceylon).  A Colombo era già arrivato il viceammiraglio Conrad Helfrich, che aveva subito creato il nuovo comando della Marina delle Indie Orientali.

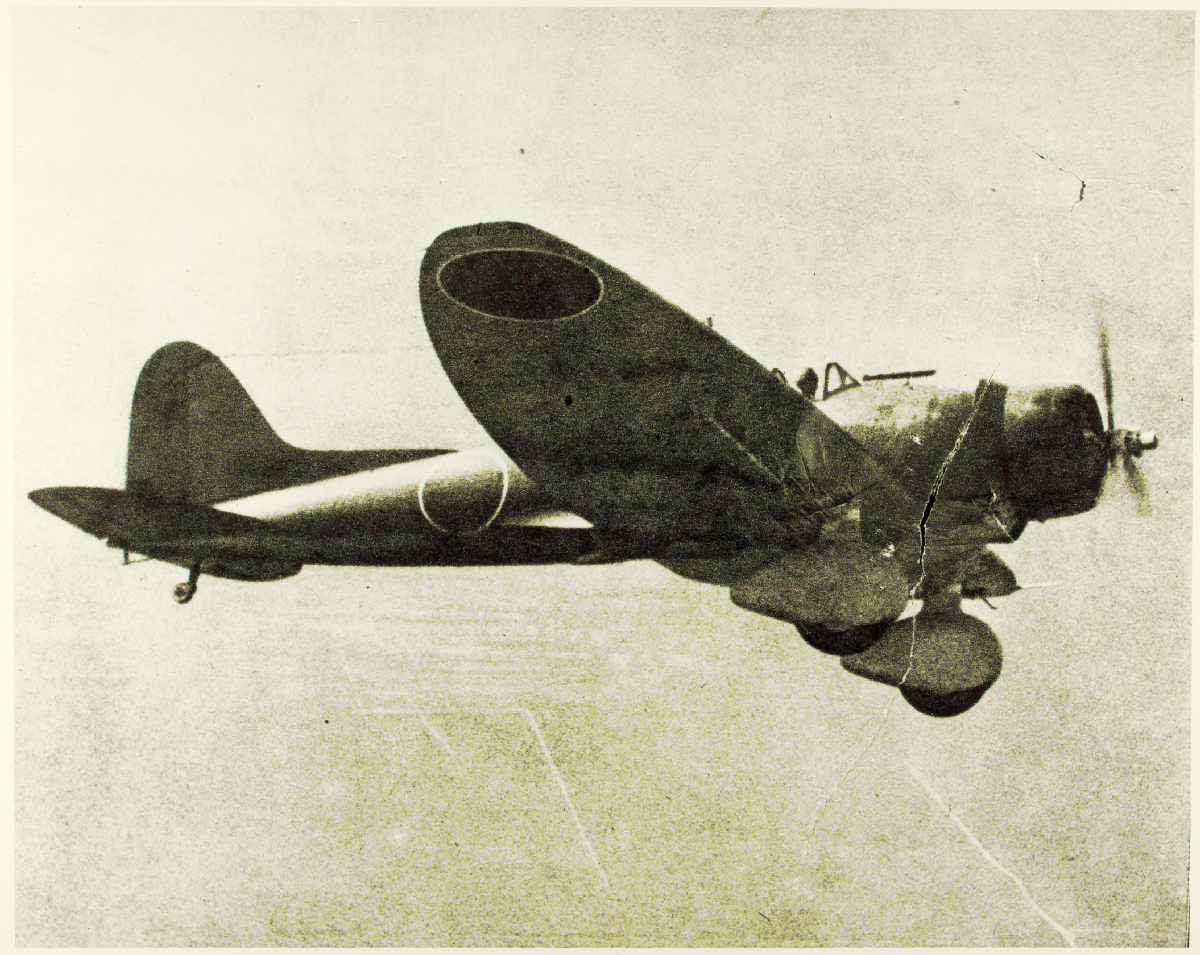
Un cacciabombardiere Aichi D3A Val dell'aviazione navale giapponese in volo.

Il capitano Pieter Gerard Crietée fece mettere il propulsore alla massima potenza per allontanarsi subito dalla zona dove si pensava agissero i velivoli giapponesi.  Crietée era certo di uscire dalla zona di pericolo entro le 12.00 del giorno successivo, e l'equipaggio fu tenuto ai posti di combattimento. Alle 10.30 del giorno 7 la nave fu avvistata da un aereo da ricognizione giapponese che ne segnalò la posizione. Alle 11.40 arrivarono 9 aerei da bombardamento in picchiata Aichi D3A Val imbarcati sulla portaerei Hiryu che si suddivisero in tre formazioni di tre aerei ciascuna, lanciandosi all'attacco. Una bomba colpì una scialuppa di salvataggio sul lato di dritta, esplodendo in acqua all'altezza della sala macchine ed aprendo una falla nello scafo. L'acqua irruppe all'interno determinando l'arresto dei motori e il conseguente fermo della nave. Un altro ordigno esplose nel fumaiolo facendo divampare un violento incendio. A questo punto il capitano Crietée diede ordine di abbandonare la nave rimanendo sul ponte, ma i velivoli giapponesi mitragliarono le scialuppe di salvataggio distruggendone quattro delle sette disponibili. I naufraghi si stiparono sulle tre scialuppe e su due zattere allontanandosi dalla nave che affondò di poppa in posizione 10° 00' latitudine sud e 105° 00' longitudine est nell'Oceano Indiano, vicino a Giava. Le vittime accertate furono 144, mentre i sopravvissuti risultarono 116.

### Annotazioni
1. ↑  Il numero di costruzione era il 184.
2. ↑  La società ordinò altre tre navi, la Poelau Tello, la Poelau Roebiah e la Poelau Laut.
3. ↑  Tra cui il capitano Gerard Gijsbert Bozuwa, già assistente per il settore navale del Ministro della Difesa Laurentius Nicolaas Deckers, e attuale comandante della Marine Luchtvaartdienst (MLD)  sulla base di Surabaya.
4. ↑  Tra di essi il reporter americano William H. McDougall jr. che poi descrisse i fatti nel libro Six Bell off Java.
5. ↑  Nato a Hillegom il 30 novembre 1888, deceduto nell'Oceano Indiano il 7 marzo 1942, decorato con la Croce al Merito (Kruis van Verdienste) concessagli postuma con KB. n.3 il 22 luglio 1948.
6. ↑  Secondo alcune fonti i giapponesi erano venuti a conoscenza dal loro servizio di spionaggio del fatto che sulla nave si trovava il contrammiraglio van Staveren con parte dello Stato maggiore e molto del personale della Marina delle Indie orientali.
7. ↑  Tra cui 37 membri dell'equipaggio compreso il capitano Crietée.
8. ↑  Una scialuppa con 57 persone a bordo toccò terra sull'isola di Kroe quattro giorni dopo, mentre le altre due, con 59 persone, presero terra a Semangkabaal sulla costa di Sumatra venendo catturati dai giapponesi. Da lì furono trasferiti in treno a Palembang dove rimasero per circa un anno.

### Fonti
1. 1 2 3 4 5   MS Poelau Bras 18 Juli 1929 – 7 Maart 1942, su stoomvaartmaatschappijnederland.nl. URL consultato il 20 luglio 2016.
2. 1 2  Womack 2015, p. 306.
3. 1 2 3 4 5 6 7 8  Womack 2015, p. 307.